# Тайэрчжуан
Тайэрчжуа́н (кит. упр. 台儿庄, пиньинь Tái'érzhuāng, буквально: «посёлок семьи Тай») — район городского подчинения городского округа Цзаочжуан провинции Шаньдун (КНР).

## История
При империи Хань западная часть этих мест входила в состав уезда Фуян (傅阳县), а восточная — в состав уезда Ланьци (兰祺县). При империи Западная Цзинь восточная часть вошла в состав уезда Чжэнсянь (氶县). При империи Суй эти земли оказались в составе уезда Ланьлин (兰陵县), при империи Тан — опять в составе уезда Чжэнсянь. После того, как эти земли захватили чжурчжэни, уезд Ланьлин был подчинён области Ичжоу (峄州), а впоследствии был расформирован, и земли перешли под непосредственное управление областных структур. После образования империи Мин в связи с тем, что в составе области не было ни одного уезда, она в 1369 году была понижена в статусе до уезда — так появился уезд Исянь (峄县). При империи Цин эти земли входили в состав уезда Исянь, а район посёлка Чжаншаньцзы (张山子镇) — в состав уезда Тэнсянь (滕县). При империях Мин и Цин благодаря удачному расположению на речных путях стал активно развиваться посёлок Тайэрчжуан (в настоящее время там находится архитектурный памятник «древний город Тайэрчжуан»).
Во время японо-китайской войны в 1938 году здесь состоялась битва за Тайэрчжуан — первая победа китайских войск.
В 1950 году был образован Специальный район Тэнсянь (滕县专区), и уезд Исянь вошёл в его состав. В 1953 году Специальный район Тэнсянь и Специальный район Хуси (湖西专区) были объединены в Специальный район Цзинин (济宁专区); в этом же году был расформирован уезд Ланьлин Специального района Линьи (临沂专区), а его земли — разделены между уездами Цаншань и Исянь.
В январе 1960 года уезд Исянь был расформирован, а вместо него создан городской уезд Цзаочжуан. В сентябре 1961 года Цзаочжуан был выведен из-под юрисдикции Специального района Цзинин и подчинён напрямую властям провинции Шаньдун; в административном плане он был разделён на четыре района, и в этих местах был образован район Тайэрчжуан.

## Административное деление
Район делится на 1 уличный комитет и 5 посёлков.